# Nomar Mazara
Nomar Shamir Mazara Jiminián (Santo Domingo, 26 de abril de 1995) es un jugador dominicano de béisbol profesional que juega en el Jardín derecho, pertenece a la organización de los San Diego Padres. Anteriormente ha jugado en las Grandes Ligas de Béisbol para los Texas Rangers, Chicago White Sox y Detroit Tigers.

## Carrera profesional

### Ligas menores
Mazara firmó con los Texas Rangers como un agente libre internacional por $5 millones de Dólares de fichaje bonificación en julio de 2011; la bonificación era un récord  para una prospecto no americano. Hizo su debut profesional con el equipo Arizona Rangers de nivel Rookie- Liga de Arizona en 2012, y sus números ofensivos fueron .264 Promedio de bateo , .383 OBP, .448 Slugging, y seis jonrones en 54 juegos. En 2013, Mazara jugó en 126 juegos para el Hickory Crawdads de la Clase-A Liga Atlántica Del sur, pegando .236 con un .310 de OBP, .382 Slugging, y 13 cuadrangulares. Mazara regresó a Hickory para empezar la temporada 2014. En agosto, fue promovido al Frisco RoughRiders de la Clase AA Liga de Texas, evitando la Clase-A Avanzada. Mazara Empezó la 2015 temporada con Frisco, y fue promovido a la Rock de Ronda Expresa de la Clase AAA Liga de Costa del Pacífico en agosto 17. Los Rangers le añadieron a su roster de 40-hombres después de la temporada 2015  para protegerle de ser elegible de ser seleccionado en el Draft de Regla 5.

### Texas Rangers

#### 2016
Mazara empezó la temporada 2016 estación en Triple-A Rock Round. Los Rangers promovieron a Mazara a las Grandes Ligas el 10 de abril, en sustitución de la lesión de Shin-Soo Choo. En su debut en las Grandes Ligas, Mazara batió segundo y conectó un sencillo al lanzador Jered Weaver de los Ángeles de Los Ángeles de Anaheim  en su primer turno para conseguir su primer hit en las Granes Ligas. Mazara siguió con otro sencillo, y en su tercer en turno, conectó su primer cuadrangular en las Grandes Ligas ante Jered Weaver. Mazara proporcionó la única carrera anotada por los Rangers en su debut, bateando 3-para-4. Mazara bateó .333 en abril, y ganó el Novtao del Mes de la Liga Americana. El 25 de mayo de 2016, Mazara pegó un cuadrangular masivo 491 pies frente al abridor de los Ángeles Hector Santiago. Mazara continuó un bate en .300 para el mes del mayo y nuevamente ganó el Premio al Novato del Mes de a Liga Americana .

#### 2017
Para empezar a jugar en 2017, Mazara pegó .417 con 2 cuadrangulares y 9 RBI es, uno de  esos cuadrangulares fue su primer cuadrangular con las bases llenas ("Gran Slam") en abril 7.º contra el Oakland Athletics, ganando así el Premio Jugador de la Semana de la Liga Americana. Mazara Acabó la temporada 2017 estación con una ofensiva de: .253/.323/.422/.745 con 20 cuadrangulares y remolcando 101 carreras.[cita requerida]

#### 2018
En 2018, Mazara tuvo una línea de bateo de .258/.317/.436/.753 con 20 cuadrangulares y remolcó 77 carreras. Mazara estuvo en la lista de lesionados desde el 20 de julio al 16 de  agosto con un esguince de pulgar derecho. El daño persistido y dificultado Mazara a través del fin de la temporada, pero no requirió cirugía.

#### 2019
El 21 de junio de 2019, Mazara conectó un cuadrangular que se estimó en 505 pies fuera del parque, al lanzador también dominicano Reynaldo López de Chicago White Sox, siendo el cuadrangular más largo conectado en las Grandes Ligas en 2019. En 2019, Mazara tuvo la siguiente ofensiva .268/.318/.469/.786 con 19 cuadrangulares y remolcó 66 carreras.

### Chicago White Sox

#### 2020
El 11 de diciembre de 2019, Mazara fue cambiado a Chicago White Sox  por Steele Walker. En general con el 2020 Chicago Blanco Sox, Mazara bateó .228 con un cuadrangular y remolcó 15 carreras en 42 juegos. El 2 de diciembre de 2020 los Chicago White Sox no extendieron contrato a Mazara.

### Sultanes de Monterrey
En 2024 se anunció su incorporación a los Sultanes de Monterrey.